# История евреев в Регенсбурге
История евреев в Регенсбурге, Германия, уходит корнями на 1 000 лет назад. Регенсбургские евреи являются частью баварского еврейства; Регенсбург является столицей области Верхний Пфальц, а также бывший свободный город Германской империи. Большой срок существования еврейской общины в этом городе обусловлен тем, что еврейское поселение существовало здесь ещё до нашей эры; несомненно, это старейшее еврейское поселение в Баварии, о котором существуют какие-либо письменные источники.

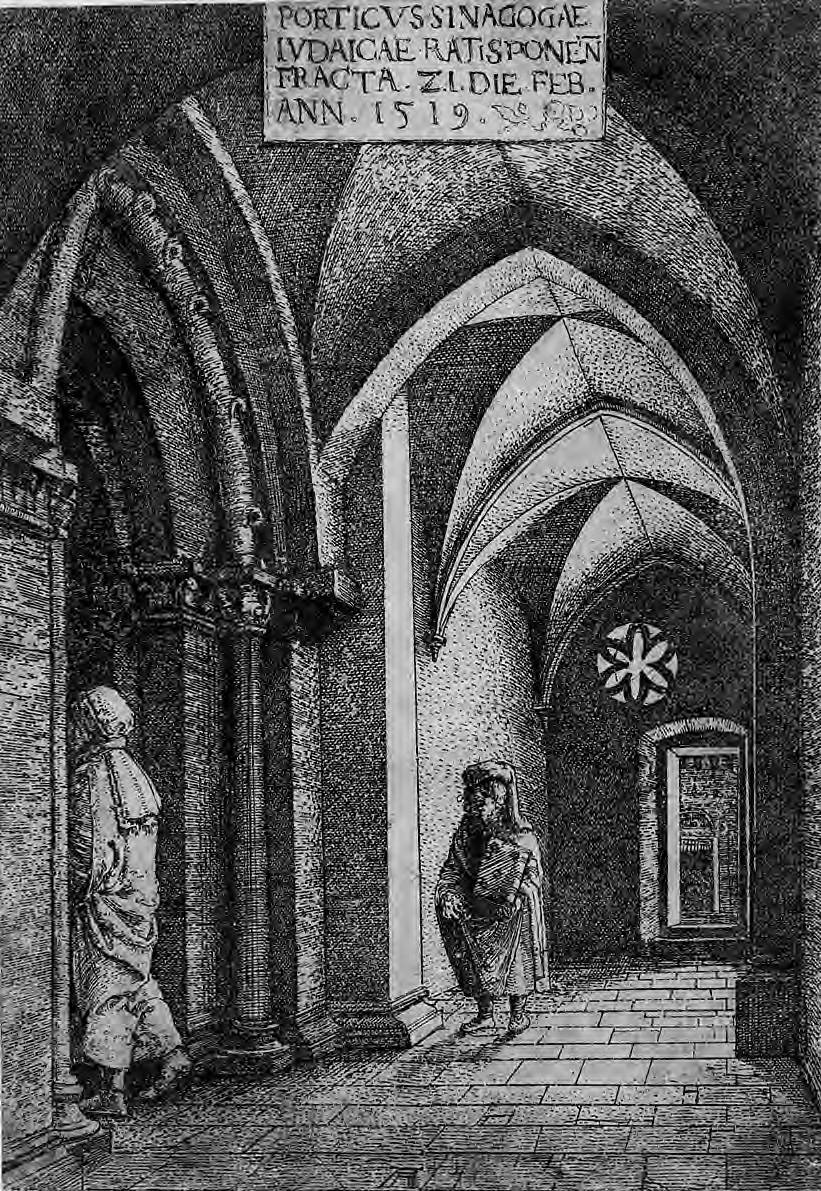
Вестибюль в регенсбургской синагоге, 1519 года, Альбрехт Альтдорфер

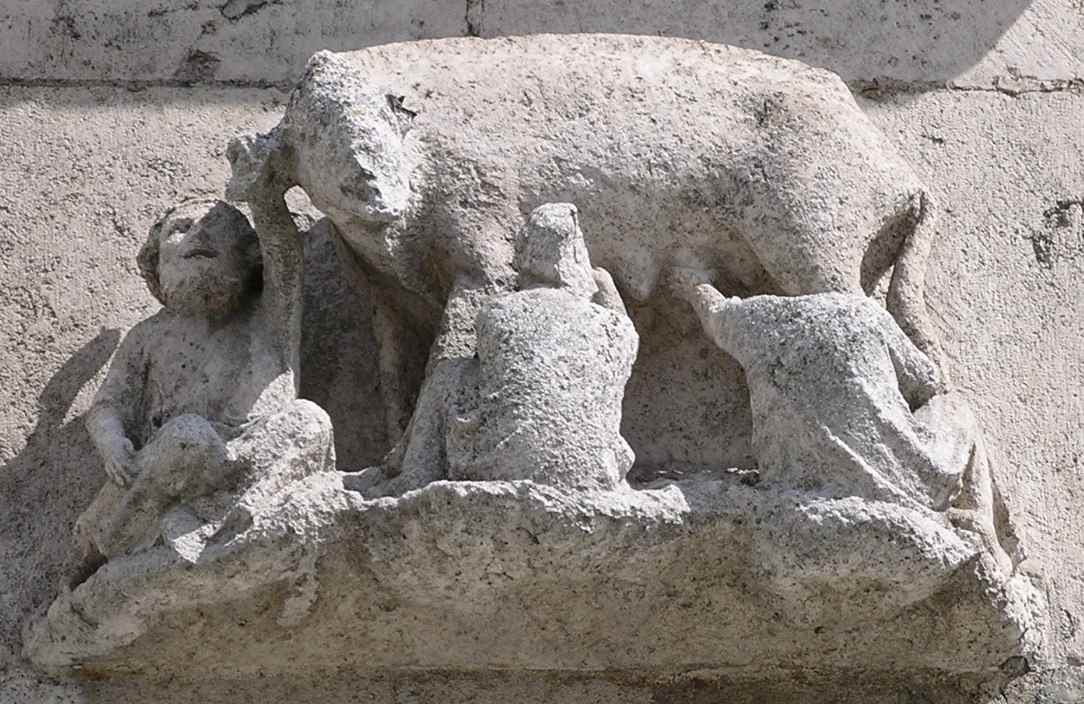
Юдензау («Еврейская свинья») на Регенсбургском соборе

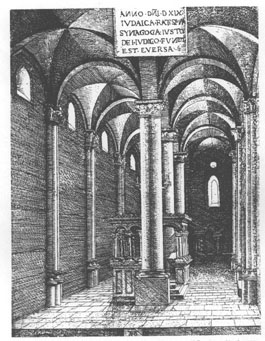
Внутреннее убранство регенсбургской синагоги непосредственно перед уничтожением в 1519 году, Альбрехт Альтдорфер

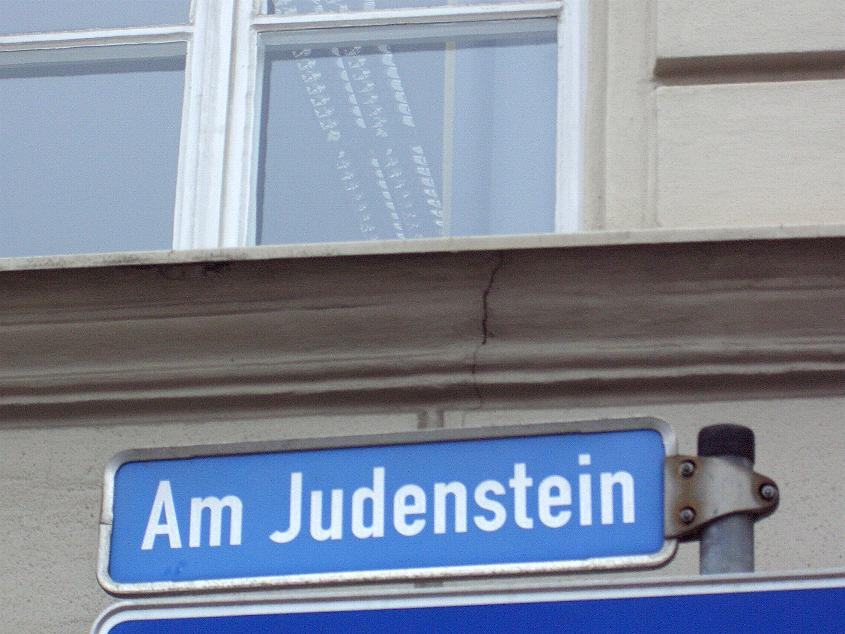
Уличный указатель в квартале Westnerwacht

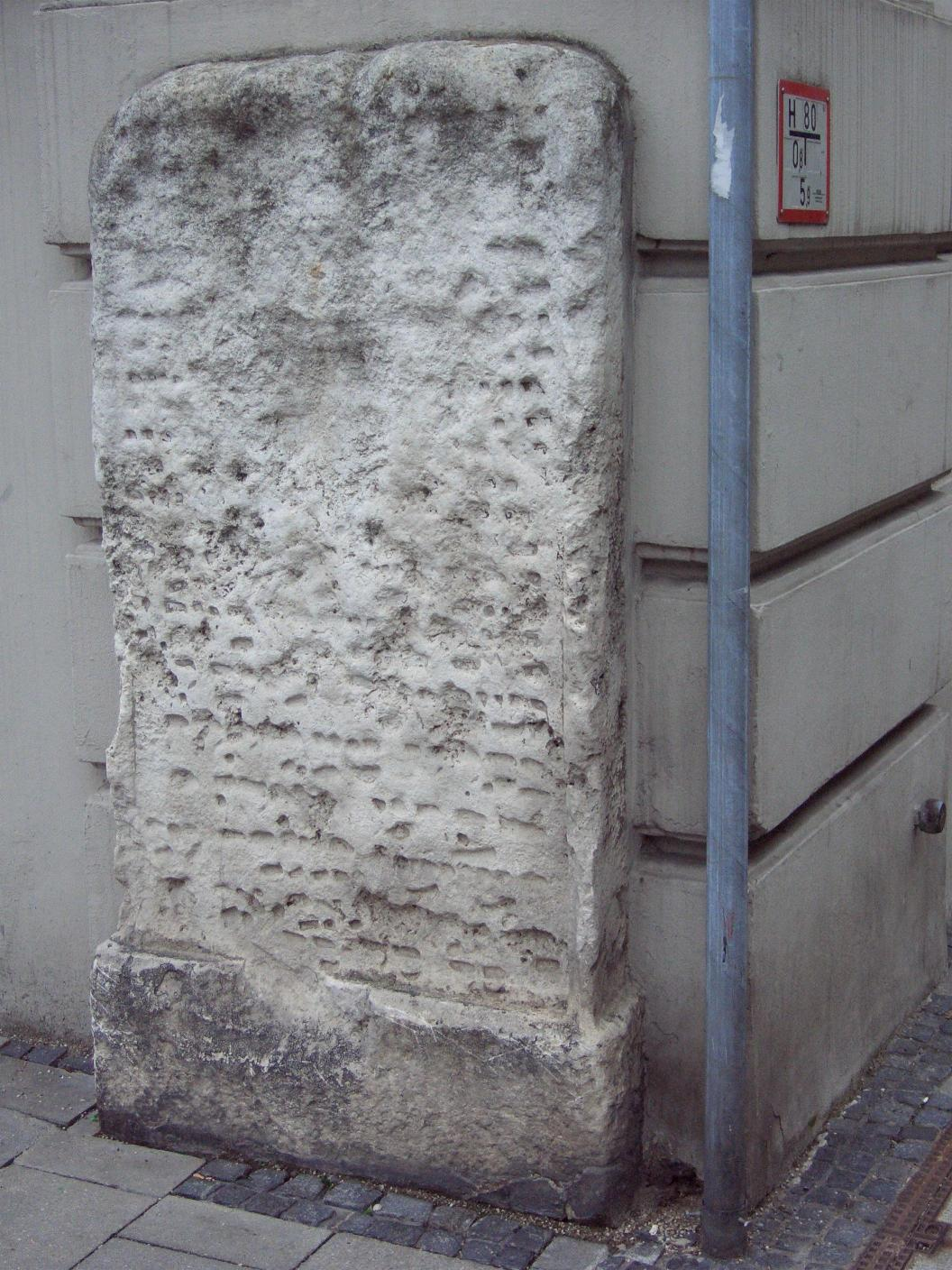
Юденштайн («Еврейский камень») у одноимённой средней школы

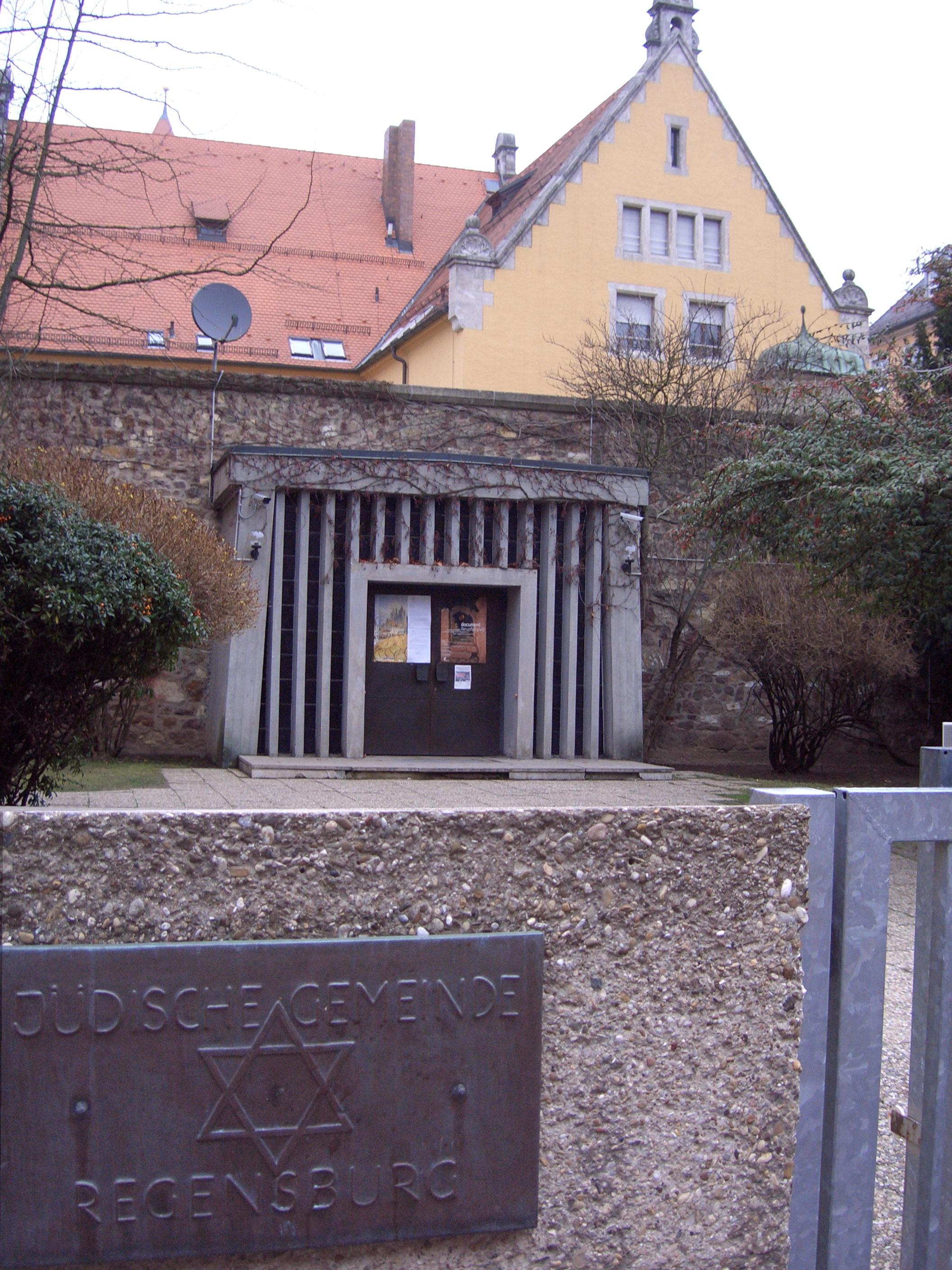
Место сбора еврейской общины в Регенсбурге

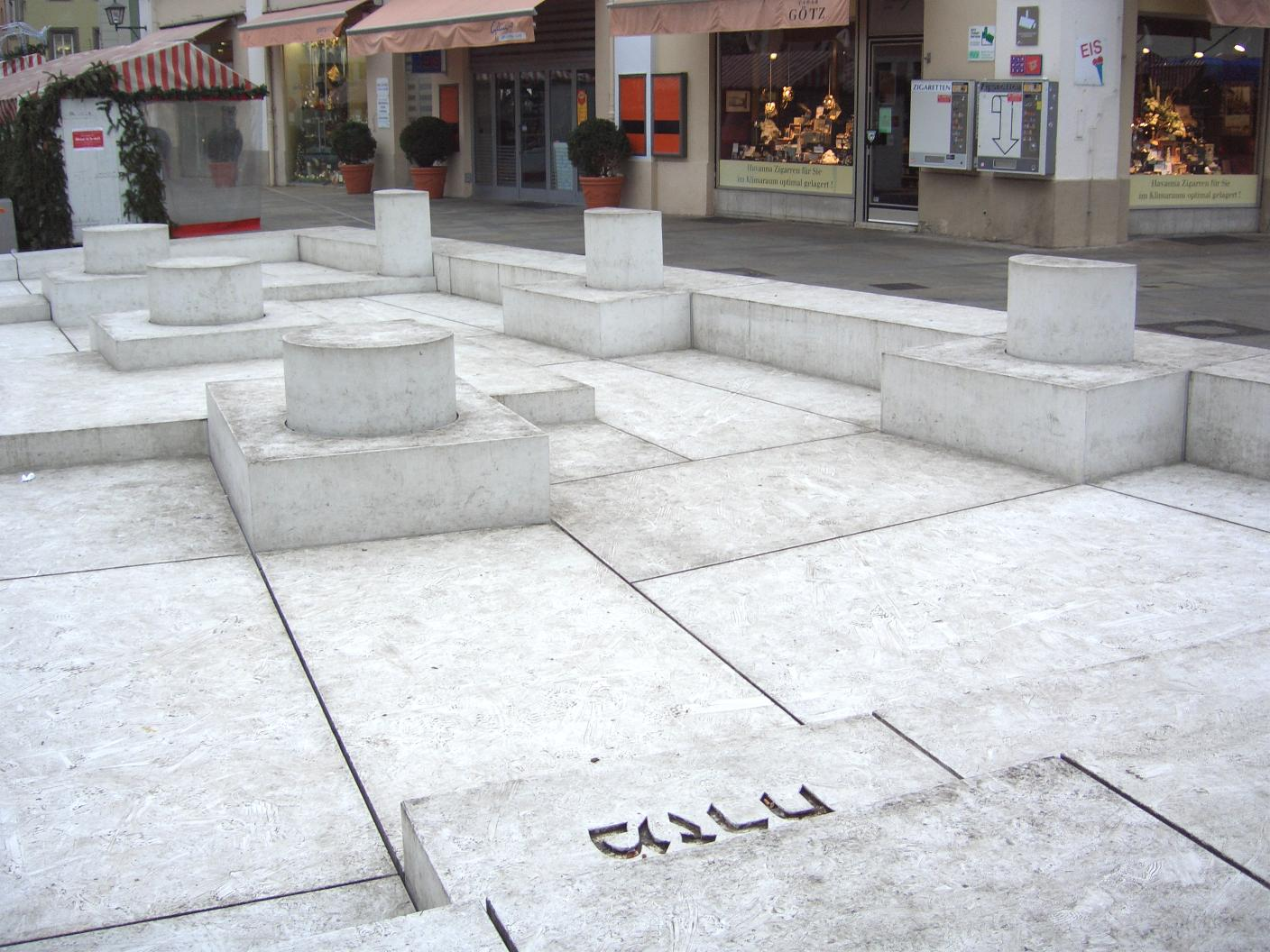
Мемориал авторства Дани Каравана (2005) на Нойпфарплатц изображает фундамент бывшей синагоги

## Ранняя история
Первое историческое упоминание о евреях в Регенсбурге было найдено в документе 981 года, в котором говорится, что монастырь Св. Эммерама купил кусок земли у еврея Самуэла (Aronius, «Regesten», No. 135). Еврейский квартал (лат. Judæorum habitacula) упоминается в документах, датируемых началом XI века (1006-28), и является самым старым немецким гетто, о котором есть какие-либо упоминания в исторических документах (Aronius, l.c. No. 150). Впервые евреям были даны вольности согласно хартии от 1182 года. Император Frederick I подтвердил их права, полученные ими от его предшественников, и назначил им, как и всем евреям империи, статус камерный слуг (нем. Kammer knechtschaft). Позже, однако, их политическая позиция стала усложняться тем, что император передал их герцогам Нижней Баварии, не освободив их от своих обязанностей камерных слуг. Этим правителям регенсбургские евреи были заложены в 1322 году за годовую сумму в 200 фунтов ратисбонских пфеннигов; они также облагались налогом муниципальным советом города, хотя они и получили некоторую компенсацию, на самом деле они стали некоторой защитой городского совета от завышенных требований императора и герцогов.

## История общины
Во время первого крестового похода (1096) община страдала как и многие другие в Германии. Старые хроники сообщают со ссылкой на преследования, которые произошли во Франконии и Швабии в 1298 году: «Горожане Ратисбоны желали почтить свой город, запретив преследования евреев или их уничтожение без законного приговора.». Волна фанатизма, охватившая Германию в 1349 году прошла проверку и в Ратисбоне, похожим образом, путём объявления магистратов и горожан, что они будут защищать и охранять своих евреев. Муниципальный совет вновь защитил их, наказав только виновных, когда в 1384 году произошёл бунт, потому что некоторые евреи были обвинены в ложных возвратах их собственности сборщику налогов. Однако, протесты магистратов не могли защитить их подопечных от действий императора Венцеля, когда в 1385-90 годах он пополнил свою казну взносами, собранными с германских евреев. В последующие годы на них также налагали большие налоги как император, так и герцоги. Так, в 1410 году магистраты, уставшие от неэффективных протестов, приняли участие в плане по захвату имущества, заключив соглашение с герцогом о том, что евреи должны платить по 200 флоринов в год ему и 60 фунтов в год городу, непомерные налоги должны были распределяться между двумя сторонами. Это ознаменовало поворотную точку в истории ратисбонских евреев, которые с этого времени оказались предоставлены сами себе; религиозная нетерпимость и социальные предрассудки угрожали их существованию.

## Современная история

### 1660—1900
В 1669 году евреям вновь было позволен селиться в Ратисбоне, однако первая синагога у общины появилась только 2 апреля 1841 года. Рабби Исаак Александер (род. в Ратисбоне, 22 августа 1722 года) был, вероятно, первым раввином, писавшим на немецком языке. Его преемник по всей видимости был рабби Вайль, за которым последовали Sonnentheil и преподаватель доктор Schlenker. С 1860 по 1882 годы раббанут возглавлял доктор Лёвенмайер из Зальцбурга, которого в январе 1882 года сменил доктор Зелигманн Майер, редактор немецкой газеты «Deutsche Israelitische Zeitung». По состоянию на 1905 год в Ратисбоне проживали 45 426 человек, из которых насчитывалось 600 евреев.

### 1946 — настоящее время
Сегодня еврейская община насчитывает 1000 человек, большинство из которых — выходцы из бывшего СССР.

## Кладбище и синагога
Первое кладбище еврейской общины Ратисбоны находилось на холме, который до сих пор называется «Юденау» (Judenau). В 2010 году конгрегация выкупила у монастыря св. Эммерама кусок земли за территорией нынешних Петертор (Peterthor) для обустройства нового кладбища, которое было уничтожено в ходе раскопок, проводимых в городе в 1877 году. Кладбище было открыто для погребения всех евреев Верхней и Нижней Баварии и, в связи с катастрофой 21 февраля 1519 года более 4 000 могильных камней были либо уничтожены, либо были использованы для постройки церквей. Разрушенная синагога была построена в старо-романском стиле в период с 1210 по 1227 год на месте бывшей еврейской больницы, в центре гетто, где сегодня стоит церковь Neue Pfarre. Гетто было отделено от самого города стеной с закрывающимися воротами.

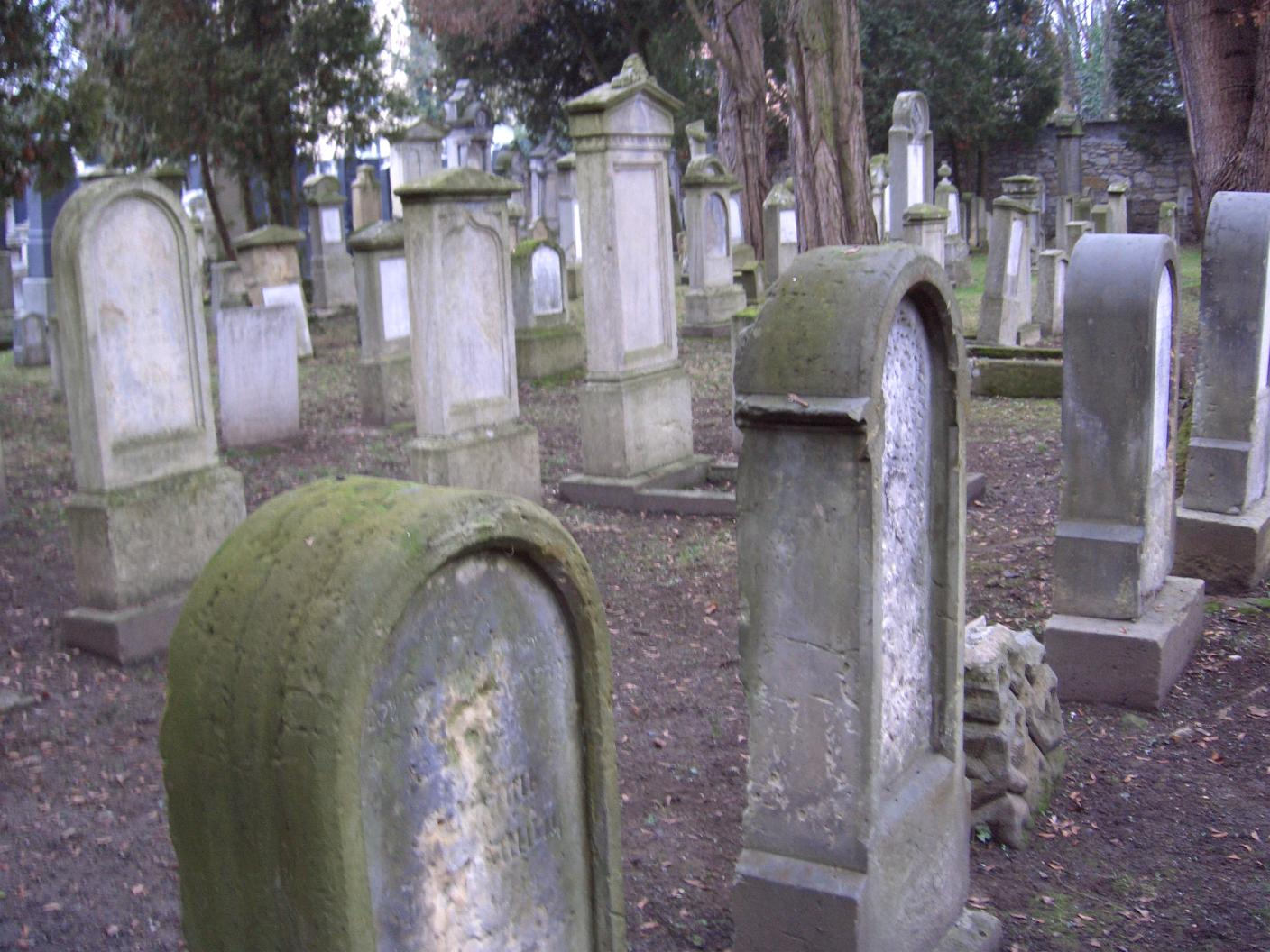
Еврейское кладбище на Шиллерштрассе
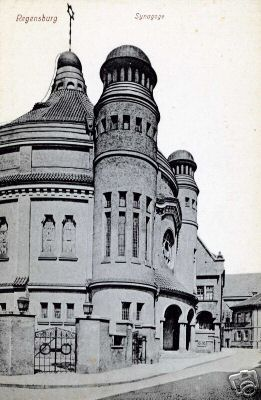
Здание синагоги, разрушенное перед Второй мировой войной

## Знаменитые евреи Регенсбурга
- Петахия из Регенсбурга (род. в Праге, расцвет его деятельности пришёлся на 1175 и 1190 годы), путешественник[3]
- Абрахам бен Мозес Регенсбургский (начало XII века), тосафист[4]
- Вольфкан Ратисбонский (вторая пол. XV века), еврей, перешедший в христианство и клеветавший на евреев[5]
- Исаак Александер (вторая пол. XVIII века)[6]